# 히노 자동차
히노 자동차(일본어: 日野自動車:ひのじどうしゃ 히노 지도오샤[*], 영어: Hino Motors, Ltd.)는 일본의 자동차 제조 업체이다. 주로 트럭, 버스 부문만 생산한 업체로 일본의 상용차 부문 중 점유율 1위를 달성하고 있다. 토요타 자동차의 자회사로 그 밖에도 토요타 자동차 모델을 기반으로 자동차, 소형트럭, SUV 차량도 제작하고 있다.
대한민국의 경우 2007년부터 스카니아와 제휴를 통해 히노 500 시리즈(영어: Hino 500 Series)를 판매했으나 수요 부진과 제휴 만료와 동시에 2011년에 도입이 중단되었다. 또한 기아그룹의 자회사인 아시아자동차공업이 1970년대부터 1990년대까지 라이센스 계약을 통해 트럭과 버스를 생산한 바가 있으며 신진자동차공업도 1971년부터 1972년까지 기술 제휴를 통해서 버스 모델인 신진 RC420TP을 생산한 바가 있다.

## 역사
1910년에 도쿄 전기공업(일본어: 東京瓦斯電気工業)으로 설립되었다. 1913년에 도쿄 가스전기공업(일본어: 東京瓦斯電気工業 とうきょうがすでんきこうぎょう[*])으로 사명이 변경되었다. 1917년에 최초로 TGE-A계 트럭을 개발을 시작했고 1918년에 출시하기 시작했다. 1937년에 이시카와 자동차 제작소(일본어: 石川島自動車製作所)와 합병되면서 도쿄 자동차공업(일본어: 東京自動車工業創立)으로 사명이 변경되었다. 1941년 디젤 자동차 생산 업체로 지정되면서 디젤 자동차공업(일본어: ヂーゼル自動車工業)으로 사명이 변경되었다. 1942년에 히노 제조 사무소(일본어: 日野製造所)가 분리되면서 히노 중공업(일본어: 日野重工業)으로 사명이 변경되었다. 1946년에 히노 산업(일본어: 日野産業)으로 개정과 동시에 트랙터 모델인 T10B형, T20형이 출시되었고 1947년에 트레일러 버스 사양인 T11B형, T25형 모델이 출시되었다. 1948년에 히노 디젤산업(일본어: 日野ヂーゼル工業)으로 한 차례 사명이 변경되었다.
1953년에 프랑스의 자동차 기업인 르노 자동차와 기술 제휴를 하면서 르노 4CV를 제작했다. 1959년에 현재의 사명으로 변경되었다. 1960년에 밴사양인 히노 커머스 차량을 제작했다. 1961년에 히노 콘테샤, 히노 브리스키아를 출시했다. 1963년에 히노 콘테샤 모델이 유럽 차량을 제치고 일본 그랑프리 4륜 부문에서 1위를 수상했다. 1964년에 히노 콘테샤 1300 모델이 세단 사양으로 출시되었고 1965년에 히노 콘테샤 1300 모델이 쿠페 사양이 추가로 출시되었다. 같은 해 9월에 히노 브리스키아 1300 모델이 출시되었다. 1966년에 일본의 자동차 기업인 토요타 자동차와 업무 제휴를 시작했고 같은 해에 소형 버스 모델인 히노 레인보우를 출시하게 되었다. 1967년에 히노 콘테샤 모델이 단종되었다. 1968년에 하무라시에 소형 자동차 공장이 완료되면서 토요타 파부리카, 토요타 하이럭스 모델이 출시되었다.
1970년 12월부터 토요타 카리나 모델을 생산하기 시작했다. 1972년에 대형 상용차에 탑재한 아카이 엔진(일본어: 赤いエンジン)이 생산을 시작하면서 현재까지 일본 상용차 부문 1위를 달성하고 있다. 엔진 생산 이전에 4위를 기록했다. 1990년에 고속버스 모델인 히노 세레가를 출시했고 1991년에 일본 최초의 히노 세레가 하이브리드 사양이 출시되었다. 1994년에 회사 로고가 현재의 로고로 개정되었다. 1997년에 후지중공업 (현, 스바루) 차체로 제작된 버스 생산이 중단되었다. 1999년에 현재의 사명으로 변경되었고 같은 해에 히노 듀트로 모델이 OEM 방식으로 출시되었다. 2001년에 중형 트럭 엔진과 천연 가스 사양을 닛산 디젤 (현, UD트럭)에 OEM 공급을 발표했다. 같은 해에 토요타 자동차에 인수되면서 자회사가 되었다. 2002년에 스카니아와 판매 제휴를 체결 하면서 일본에 트랙터 모델을 판매하기 시작했다. 2003년에 이스즈 자동차 버스 부문과 합병되면서 2004년에 J버스란 기업이 설립되었다. 같은 해에 서일본 차체 공업에서 생산된 버스 생산이 중단되었다. 2011년에 스카니아와 판매 제휴가 종료했으나 이와는 별도로 2010년에 일본 법인을 설립했다.

## 생산 차종

### 현재 생산차종
트럭
- 프로피아
- 레인저
- 듀트로

버스
버스에 대해서는 도요타 자동차·이스즈 자동차에서의 OEM 차종도 있지만 J버스에서 히노 자동차·이스즈 자동차 양 회사에 동일 제품이 공급되는 통합 차종으로의 이행이 진행되고 있다.
강조 글씨(굵은 글씨)의 차종은 이스즈 자동차로부터 공급된 것이다.
- 세레가 (RU계 대형 관광·고속, 현행 이스즈 갈라 RU계의 통합 차종)
- 블루 리본 시티 (HU계 대형 노선, 하이브리드 차량 한정)
- 블루 리본 II (KV계 대형 노선과 자가용, 노선용은 논스텝/원스텝, 투스텝은 자가용(전문형)/교습 차(중간문), 이스즈 엘가 LV계와의 통합 차종)
- 멜파 (RR계, 중형 관광·자가용, 현행 이스즈 갈라 미오와 통합 차종)
- 레인보우 (HR계, 중형폭 노선, 대형(10.5m) 논스텝 한정)
- 레인보우 II (KR계, 중형 노선, 논스텝/원스텝, 이스즈 엘가 미오 LR계의 통합 차종)
- 폰초 (HX계, 소형 노선, 논스텝)
- 리에세 (소형, 토요타 코스터 OEM 차종)

수출 차량
- 300 시리즈 (듀트로)
- 500 시리즈 (레인저)
- 600 시리즈
- 700 시리즈 (프로피아)

기타 차종
- 73식 중형트럭 (일본 육상자위대 소속)
- 고기동차 (일본 육상자위대 소속)
- MH-II (소방차 사양)
- MAF-125A (소방차 사양)
- 히노 스카니아 트랙터 - 스카니아사의 트랙터 OEM 공급 차량

디젤 엔진
- 히노 W계 엔진 (4기통 사양)
- 히노 J계 엔진 (6기통 사양)
- 히노 K계 엔진 (6기통 사양)

### 과거 생산차종
트럭
- T10형
- T20형
- TH형[3]
- TE형
- WD형
- ZC형
- TC형
- ZM형
- KF형
- KS형
- KB형
- HE형
- HH형
- WP형
- ZG형
- 레인저 2
- 슈퍼돌핀
- 슈퍼돌핀 프로피아

버스
- T11B+T25형
- BH형
- BA형
- 트롤리 버스
- BD계, BT계
- RB계
- RM계
- RA계
- BM계
- RE계, RC계
- RV계
- RS계
- RL계
- RD계
- RK계, RT계, RU계
- 그랜드뷰 (RY계) (2층 버스 모델)
- RT계, RU계, HT계, HU계 (천연 가스, 하이브리드 모델)
- RB계, AB계
- AM계, AC계
- 7M계, 7W계
- CH계, RH계
- RX계
- HR계
- 블루 리본 시티 (천연 가스, 하이브리드 모델)
- 레인보우 II (KR계, 이스즈 엘가 미오 LR계 통합 차량)
- 블루 리본 II (KV계, 이스즈 엘가 LV계 통합 차량)

자동차
- 4CV
- 콘테샤
- 커머스 미니버스

상용차
- 커머스
- 브리스키아

삼륜자동차
- 오리엔트
- 험비
- 하쓰라

디젤 엔진
- P계 - P09-TD형, P09C-TD형
- EP계 - EP100-T형

기타 차량
- 육군 전차
- ZT형, ZR형, ZS형, ZQ형
- MH - 소방차 차량
- MAF-125 - 소방차 차량

## 같이 보기
- 이스즈 자동차
- 토요타 자동차
- 아시아자동차공업